# 米倫巴赫河 (錫格河支流)
50°45′37″N 7°30′22″E / 50.76028°N 7.50611°E
米倫巴赫河（德語：Mühlenbach），是德國的河流，位於該國西部，處於北萊茵-威斯特法倫州，屬於錫格河的左支流，河道全長3.6公里，流域面積4平方公里。